# Agostino Barbarigo (amiral)
Pour les articles homonymes, voir Agostino Barbarigo (homonymie) et Barbarigo.

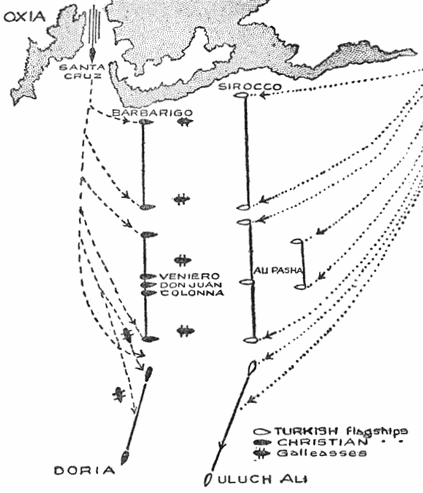
Agostino Barbarigo dirigeait l'aile gauche de la Sainte-Ligue (en haut à gauche) lors de la bataille de Lépante en 1571, où lui et le commandant de l'aile droite turque adverse, Mohammed Sirocco, ont été tués au combat.

Agostino Barbarigo (22 janvier 1516 - 9 octobre 1571) était un noble vénitien qui a rempli de nombreuses missions administratives et militaires pour Venise, dont celle d'ambassadeur vénitien en France (1554-1557),.

## Biographie
Agostino Barbarigo était un noble vénitien de la famille Barbarigo.
En 1567, il est élu lieutenant de Chypre, mais opte deux mois plus tard pour un autre poste.

### Bataille de Lépante
En tant que commandant expérimenté et second du contingent vénitien, il dirigea l'aile gauche de la Sainte-Ligue pendant la bataille de Lépante,,. Bien que ses galères aient été victorieuses, il fut mortellement blessé par une flèche dans l'œil,,. Le chef de l'aile droite turque et l'adversaire tactique de Barbarigo, Mohammed Sirocco, fut également tué dans la bataille.